# Co w Tobie jest
Co w Tobie jest – singel Skolima, który został wydany 16 listopada 2023.
Nagranie otrzymało w Polsce status podwójnie platynowej płyty 9 października 2024.

## Twórcy
Opracowano na podstawie materiałów źródłowych.
- Skolim – wokal, tekst
- CrackHouse:
  - Hellfield – tekst, produkcja, kompozycja
  - Divix – tekst, produkcja, kompozycja
- Luxon – tekst, produkcja, kompozycja

## Lista utworów
- Digital download[2]

1. „Co w Tobie jest” – 2:27

## Teledysk
Do utworu powstał teledysk, który udostępniono 15 listopada 2023 za pośrednictwem serwisu YouTube.

## Certyfikaty i sprzedaż
| Kraj          | Certyfikat         | Sprzedaż | Data przyznania     |
| ------------- | ------------------ | -------- | ------------------- |
| Polska (ZPAV) | 2× platynowa płyta | 100 000+ | 9 października 2024 |